# 고대 로마의 빌라

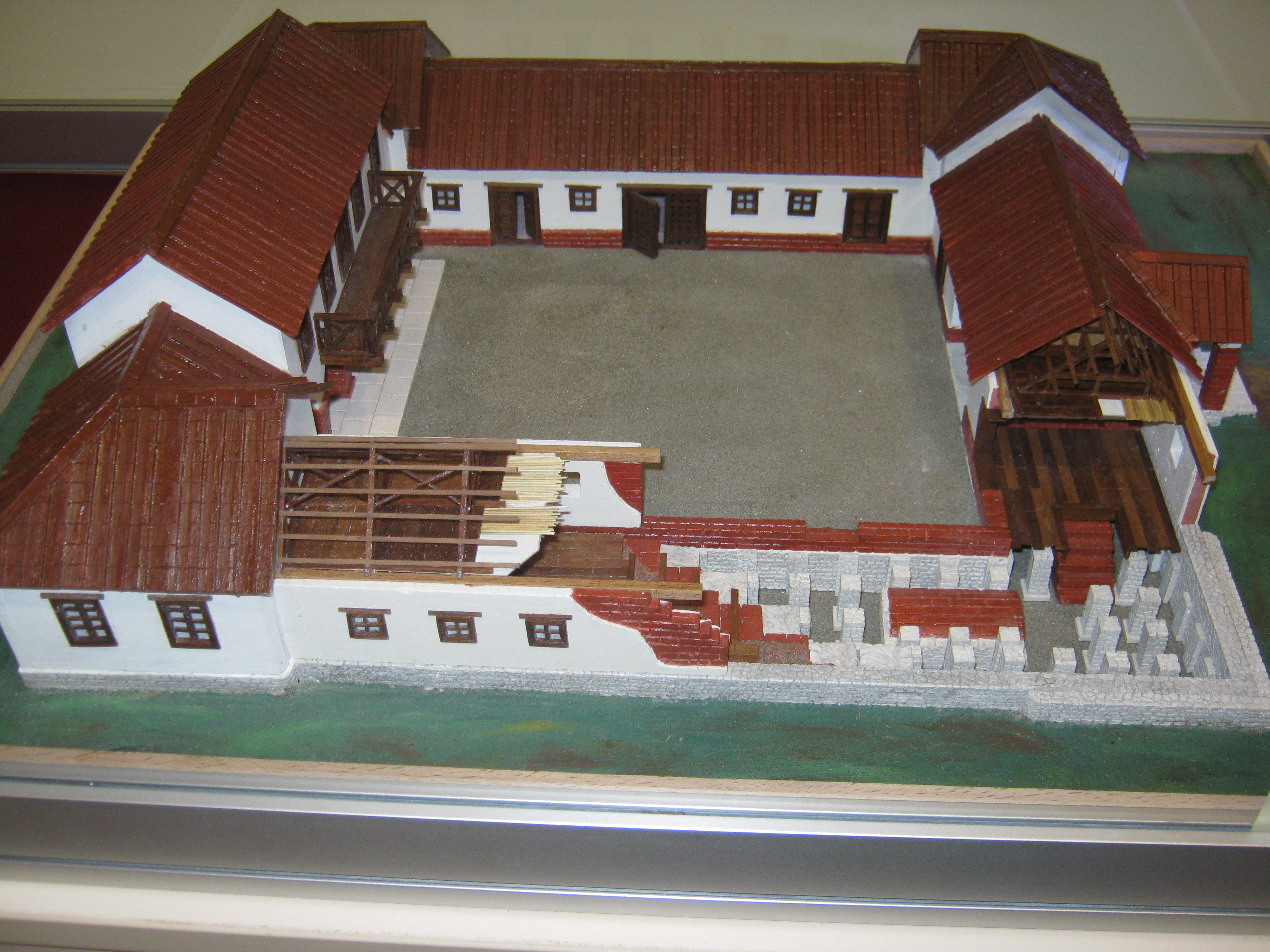
고대 로마의 빌라 루스티카의 축소모형. 이런 유형의 빌라의 유적지는 세르비아 발레보 인근에서 찾아볼 수 있다

고대 로마의 빌라는 로마 공화정과 로마 제정 시기에 부유층들을 위해 전형적으로 지어진 교외 저택이다.

## 유형과 분류
대 플리니우스 (서기 23–79년)는 로마 (혹은 다른 도시)에서 하루 또는 이틀 밤 사이에 쉽게 도착할 수 있는 교외 지역에 위치한 ‘빌라 우르바나’(villa urbana), 저택의 관리를 부여받은 하인들이 영구적으로 거주하는 농촌 주택인 ‘빌라 루스티카’ 등 로마 주변의 빌라를 두 종류로 구분하였다. 로마 제국은 많은 종류의 빌라들이 있었으며, 그 빌라들 모두가 사치스럽게 모자이크 바닥과 프레스코화를 갖춘 것은 아니었다. 속주에 있는, 로마 양식으로 된 장식적 요소를 지닌 저택들이 현대 학자들에게 ‘빌라’라고 불릴 수 있다. 일부 빌라들은 로마에서 쉽게 접근할 수 있는 서늘한 언덕 위에 지어진 티볼리에 있는 하드리아누스 빌라나 나폴리만이 내려다보이는 그림 같은 입지에 있는 헤르쿨라네움의 파피리 빌라같이 휴양 저택이었다. 또한 어떤 빌라는 서식스의 피시번에서 발견된 유명한 궁전처럼 분명한 지방 유력자들의 거처인 잉글랜드의 컨트리 하우스와 좀 더 유사하였다.
이 당시 로마의 경계 지역이던 캄푸스 마르티우스 지역에 생겼던 공화정 중기와 후기 빌라들처럼, 도시의 변두리에 자리 잡은 교외 빌라도 있었으며, 이런 빌라들은 폼페이의 도시 외벽 밖에서도 볼 수 있었다. 로마의 파르코 델라 무시카에 있던 것이나 로마의 그로타로사에 있는 것처럼 이 초기 교외 빌라들은 중부 이탈리아 지역의 ‘빌라 수부르바나’(villa suburbana)의 시초와 전통을 나타내었다. 초기 시절의 교외 빌라들은 사실 지역 유지들이나 유력 가문(겐스)의 수장들의 거처였을 수도 있다. 세 번째 유형의 빌라는 라티푼디움으로 불리는 농작물을 생산하고 판매하는 대규모 소유지를 생기게 하였다. 이런 빌라들은 사치품들은 부족했을 것이다. 4세기부터 ‘빌라’는 단순히 농업 사업체를 암시하게 되었을 것이며, 히에로니무스는 마르코의 복음서를 번역할 때, 겟세마니의 올리브 과수원을 묘사하면서, 어떠한 주거지가 있을 것이라는 추론이 없는 그리스어 ‘chorion’을 빌라라고 번역하였다.
제정 시절에, 황제들의 빌라 단지가 나폴리만, 특히나 카프리섬과 안티움(안치오)의 해안가 및 해안가에 위치한 키르케오산 주변에서 생겨났다. 부유한 로마인들은 로마시 주변의 구릉 지대, 특히나 프라스카티(에시로 이곳에 하드리아누스 빌라가 있음)에서 여름의 뜨거운 열을 피했다. 키케로는 전해진 바에 의하면 최소한 7채의 빌라가 있었다고 하며, 그 중에서 그가 물려받은 오래된 빌라들은 라티움의 아르피눔 근처에 있었다. 소 플리니우스는 세 체 혹은 네 채가 있었으며, 그 중에 대표적인 것이 그의 저서들에서 잘 알려진 라우렌티움 근처에 있던 것이다.

## 빌라에 대한 건축 양식
기원전 1세기 무렵, ‘고전적’ 빌라는 빛과 공기에 개방된 밀폐된 공간을 위해 많은 건축 형태를 띠었으며, 많은 예시들에 아트리움이나 페리스타일이 적용되었다. 로마 주변의 교외 지역 및 제국 전역의 상류층, 부유한 로마 시민들은 빌라 단지, 전원 농가를 위한 숙소에 거주했다. 빌라 단지는 세 부분으로 구성되었다:
- 파르스 우르바나(pars urbana): 빌라 소유주와 그 가족들이 거주하는 곳이다. 이곳은 도시의 부유층의 거주지와 유사했을 것이고 벽에 채색을 했을 것이다.[6]
- 파르스 루스티카(pars rustica): 요리사와 빌라의 노예들이 활동하고 거주하던 곳이다. 이곳은 농장 가축들의 거처이기도 했다. 여기에는 창고, 병원, 심지어는 감옥으로도 사용될 수 있는 다른 방들이 있었을 것이다.
- 빌라 프룩투아리아(villa fructuaria): 저장실로 쓰였을 공간이다. 이 공간은 농작물들이 구매자들에게 보내지도록 보관되어 있던 곳이었을 것이다. 저장실들은 기름, 포도주, 곡물, 포도, 그 밖의 빌라에서 생산품들에 사용되었을 것이다. 빌라 내 다른 공간들에는 집무실, 예배를 위한 사당, 화장실, 식사 공간, 부엌 등을 포함했다.

빌라들은 배관이 연결된 목욕 시설을 자주 갖추었으며 많은 곳들이 하이포코스트라 알려진 바닥 아래에 설치된 중앙 난방 시설을 두었다.

## 사회사

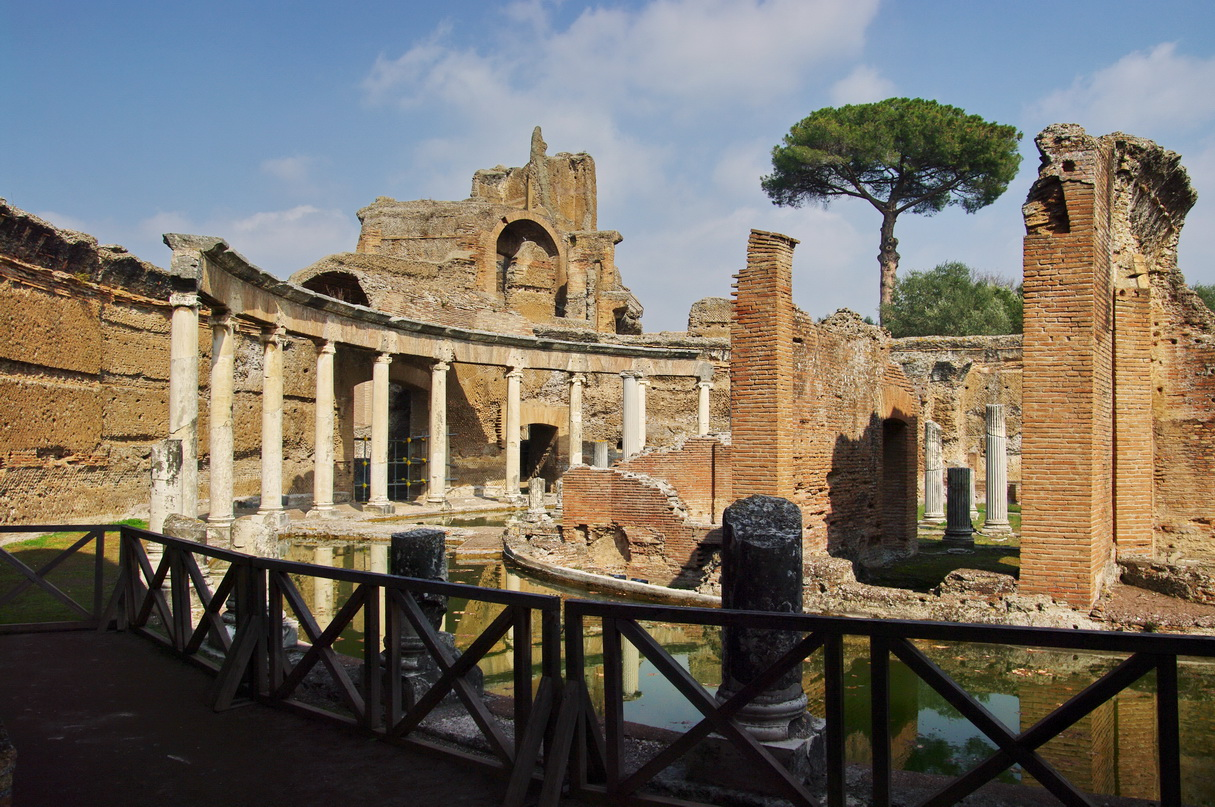
티볼리의 하드리아누스 빌라에 있는 해상극장

고대 로마의 빌라들은 나폴리만이 내려다보이는 바이아의 해안가 비탈면에 있는 제정 시대의 빌라들처럼 꽤나 호화로웠을 것이다. 그 밖의 빌라들은 79년의 베수비오산 분출에서 나온 화산재와 이류(泥流)를 통해 스타비아에와 헤르쿨라네움에서 보존되었던 것들로, 또한 빌라 파피리와 이곳의 도서관도 보존되었다. 교외 지역의 소규모 빌라들, 심지어는 비상업적 빌라들은 관련된 농장, 올리브 과수원, 포도밭과 더불어 대개 자급 자족 규모로 운영하였다. 로마의 작가들은 흔하게 사용되는 문학적 토포스인 직접 포도주를 빚어 마시고 기름을 짜내어 먹는 곳인 자급자족 하는 빌라에 대한 많이 언급했다. 또한 이상적인 로마 시민은 자기 땅을 경작하는 자작농이었으며, 농업 작가들은 자급자족 하는 빌라라는 이미지를 통해 독자들을 자신들의 선조들과 연결하는 기회를 제공하고 싶어 했다. 대규모의 노예들로 운영되는 빌라인, 수익성 위주의 라티푼디움이 로마인들의 식량 소비를 충족하는 모든 기본적인 식품류들을 충분히 길러냈음에도, 현실은 그 이미지에서 그렇게 멀지 않았다.
로마 공화정 후기에 들어서 이탈리아 내 빌라 건설 붐이 있었으며, 특히 술라의 독재관 시기(기원전 81년) 이후로 몇 년간 이 기세가 두드러졌다. 에트루리아에 있는 세테피네스트레의 빌라는 대규모 농작물 생산과 연관된 라티푼디움의 중심 중 한 곳이었다. 세테피네스트레와 그 밖의 곳에서, 빌라와 같은 여러 시설들이 집중된 주거지는 화려하게 갖추지는 않았다. 로마의 후배지에 있던 다른 빌라들은 대 카토, 콜루멜라, 바로 등이 쓴 농업 문서들을 비추어 해석되는데, 이들 작가들 모두 적어도 이상주의적인 관점에서 보수적인 로마인들의 적합한 생활방식을 정의하려고 노력했다.
대형 빌라는 포강 유역, 캄파니아, 시칠리아 등지의 농촌 경제를 좌지우지 했으며, 갈리아에서도 존재했다. 빌라들은 광산, 도자기 제조소이거나 갈리아 북서부에서 확인된 말 사육 등 다양한 경제 활동의 중심지였다. 현재 독일에 있던 로마 군단들에 올리브유 납품을 전문화하던 빌라들은 이베리아반도 남부의 히스파니아 바이티카 속주의 특징이 되었다. 일부 호화로운 빌라들은 아프리카와 누미디아 속주가 있는 북아프리카에서 발굴되었다.
로마에서 접근하게 쉬운 특정 지역들은 여름의 열기 속에 시원한 거처들을 제공했다. 가이우스 마이케나스는 어느 종류의 주택이 모든 계절에 적합할지에 대해서 탐구하고는 했었다. 하드리아누스 황제는 로마인들에게 인기 있던 티부르(티볼리)에 빌라를 가지고 있었다. 서기 123년의 것으로 추정되는 하드리아누스 빌라는 빌라들에 가깝게 전원속의 풍경에 기획되었다가 건설이 취소된 로마의 팔라티노 언덕에 있던 도무스 아우레아, 즉 네로의 궁전처럼 궁궐에 가까웠다. 키케로도 빌라가 몇 채 있었고, 소 플리니우스는 자신의 저서에서 소유 빌라에 대해 묘사한바 있었다. 로마인들은 해안가 빌라를 고안하기도 했는데, 폼페이에 있는 마르쿠스 루크레티우스 프론토 저택의 프레스코화 벽면에 한 비네트는 일련의 해안 휴양 저택들을 나타내며, 모든 저택이 전면부릉 따라 포르티코를 띠고 있고, 그중 일부는 포르티코로 된 층 방식으로 꼭대기에 '알타나'가 들어서 있어 공기가 가장 탁한 저녁에 산들바람을 맞을 수 있었을 것이다.

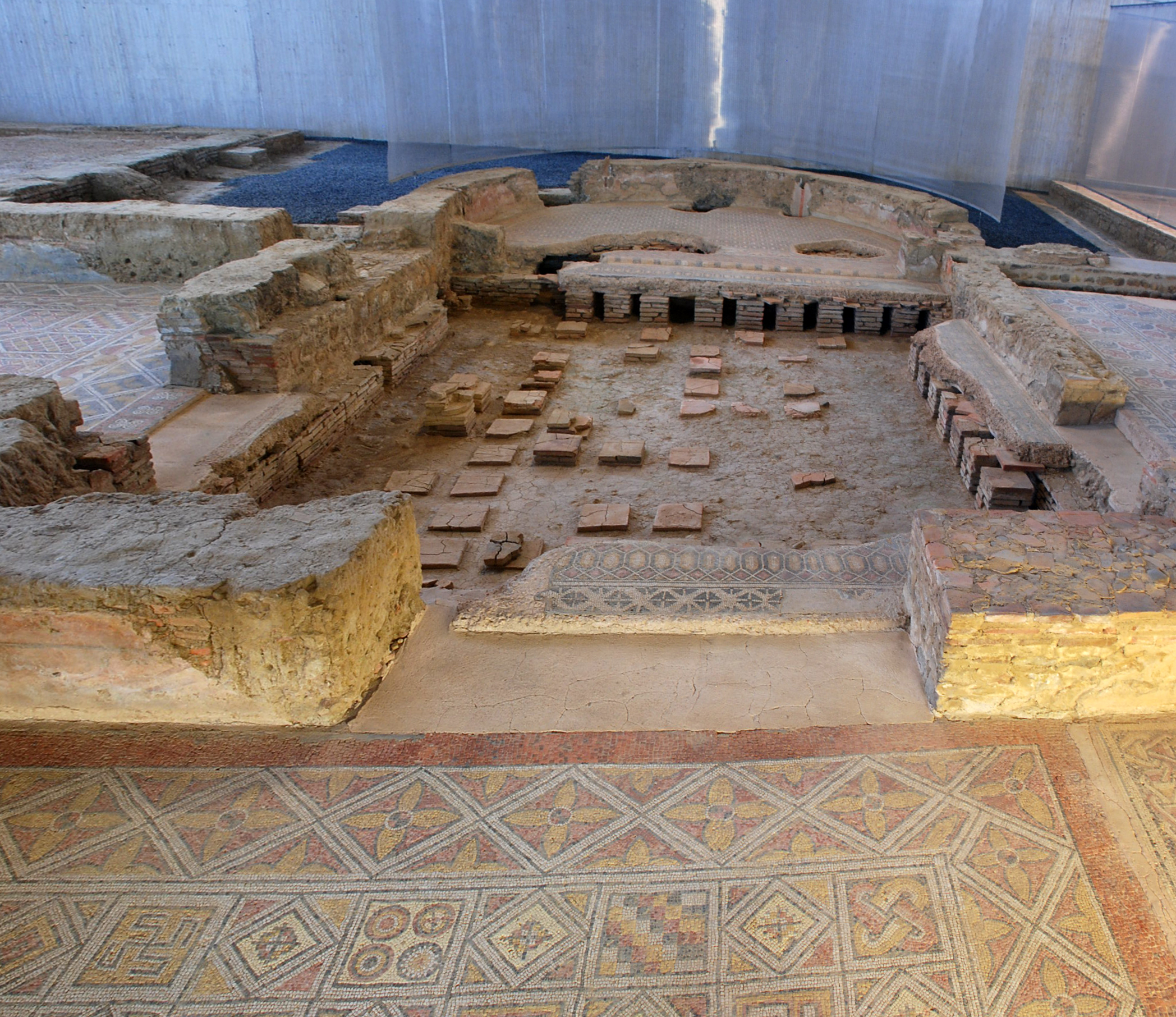
로마 말기의 빌라 소유주들은 모자이크로 장식된 하이포코스트 난방실같이 사치로운 것들을 두었다

로마 말기의 일부 빌라 소유주들은 모자이크로 장식된 하이포코스트 난방실같이 사치로운 것들을 두었다. 로마 제국이 멸망하면서, 브리타니아에 있던 빌라들은 버려졌다. 다른 지역들에서는 빌라 일부가 최소한으로 남아 있기는 했었으며, 대규모 작업용 빌라들이 귀족 계층들이나 지방 유력자들을 통해서 수도사들에게 기증되어, 보통은 저명한 수도원들의 중추가 되고는 하였다. 이런 방식으로, 고대 후기의 빌라 체계가 중세 전기에 보존되었다. 누르시아의 베네딕토는 네로의 소유였던, 수비아코에 있는 빌라의 폐허에 그의 영향력 있는 수도원인 몬테 카시노를 건립했다. 590년 무렵, 성 엘리지오가 아키텐 지역 리모주 인근에 있는 샤텔라의 빌라에서 높은 지위에 있는 갈로로마 출신으로 태어났다. 스타블로의 수도원은 리에주 인근의 옛 빌라 지역에서 650년경에 세워졌으며 베즐레에 있는 수도원도 비슷하게 세워졌다. 698년경에 윌리브로드는 프랑크족의 왕 다고베르투스 2세의 딸인 트리어의 이르미나가 그에게 선사한, 트리어 인근 룩셈부르크의 에히터나흐에 있는 로마의 빌라에 수도원을 세웠다.

## 로마령 갈리아의 빌라
로마 제국이 팽창되면서, 빌라가 갈리아와 브리타니아를 포함한 서방 속주들로 퍼져나갔다. 이 시기의 작가들이 빌라가 무엇을 의미하는지 확정짓지 못했지만, 빌라가 농업적 그리고 정치적 역할을 지녔음은 팔라디우스의 문서들을 통해 알 수 있다. 로마령 갈리아에서 ‘빌라’라는 용어는 많은 다양한 건물들에 적용되었다. 로마령 갈리아에서 빌라들은 지역별 차이가 있기도 했는데, 예시로 갈리아 중부와 북부는 열주로 된 파사드와 파빌리온이 인기 있었고, 갈리아 남부에서는 페이스타일이 인기 있었다. 빌라의 스타일, 위치, 방의 숫자, 강이나 바다와 가까운 정도는 소유주의 부를 나타내는 방식들이었다.
빌라들은 생산의 중심지이기도 했으며, 갈로로만 빌라는 포도밭 및 포도주 생산과 밀접하게 연관이 있는 것처럼 보인다. 빌라 소유주들은 갈리아 정복 이후에 빠르게 로마화 된 토착 갈리아 엘리트층과 더불어 풍부한 갈리아의 자원들을 이용하고 싶어 하던 로마인들과 이탈리아인들이었을 것이다. 빌라들은 토착 지역과의 복잡한 관계의 중심지였을 것이다. 대부분의 생산 활동은 노예 노동이나 지역의 '콜로누스' (소작농)들로 이뤄졌을 것이다. 빌라에 거주 가족 외에 관리인도 있었을 것이다.

## 확인된 로마 빌라
- 빌라 아드리아나: 이탈리아 티볼리
- 빌라 아르미라: 불가리아 이바일로그라드 인근
- 피시번 로마 궁전와 비그노어 로마 빌라: 잉글랜드 웨스트 서식스
- 룰링스톤 로마 빌라: 잉글랜드 켄트
- 빌라 로마나 델 카살레: 이탈리아 시칠리아 피아차 아르메리나
- 퀸틸리아 빌라: 이탈리아 로마
- 체드워스 로마 빌라: 잉글랜드 글로체스터셔
- 리틀코트 로마 빌라: 잉글랜드 윌트셔
- 제이툰 로마 빌라: 몰타
- 신비의 저택: 폼페이
- 메나데르 저택: 폼페이
- 콤메디아 빌라: 이탈리아 코모호
- 라 올메다: 스페인 팔렌시아
- 보르크 로마 빌라: 독일

## 같이 보기
- 인술라
- 오티움
- 빌라 루스티카
- 신덴즈쿠리 (고대 일본의 저택 양식)

## 참고 문헌
- Becker, Jeffrey; Terrenato, Nicola (2012). 《Roman Republican Villas: Architecture, Context, and Ideology》. Ann Arbor: University of Michigan Press. 152쪽. ISBN 978-0-472-11770-3. 2012년 9월 14일에 원본 문서에서 보존된 문서. 2021년 5월 7일에 확인함.
- Branigan, Keith (1977). 《The Roman villa in South-West England》.
- Hodges, Riccardo; Francovich, Riccardo (2003). 《Villa to Village: The Transformation of the Roman Countryside》. Duck worth Debates in Archaeology.
- Frazer, Alfred, 편집. (1990), 《The Roman Villa: Villa Urbana》, Williams Symposium on Classical Architecture, University of Pennsylvania
- Johnston, David E. (2004). 《Roman Villas》.
- McKay, Alexander G. (1998). 《Houses, Villas, and Palaces in the Roman World》.
- Percival, John (1981). 《The Roman Villa: A Historical Introduction》.
- du Prey, Pierre de la Ruffiniere (1995). 《The Villas of Pliny from Antiquity to Posterity》.
- Rivert, A. L. F. (1969), 《The Roman villa in Britain》, Studies in ancient history and archaeology
- Shuter, Jane (2004). 《Life in a Roman Villa》. Picture the Past.
- Smith, J.T. (1998). 《Roman Villas》.
- Villa Villae, French Ministry of Culture Website on Gallo-Roman villas 보관됨 2020-09-28 - 웨이백 머신